# Test buraczkowy
Ten artykuł opisuje teorie, metody lub czynności niezgodne ze współczesną wiedzą medyczną.
Test buraczkowy (zwany także testem buraczanym) – to metoda mająca wedle jej zwolenników pomagać diagnozować zespół nieszczelnego jelita. Polega na spożyciu, w zależności od źródła, buraków lub soku buraczanego, a następnej obserwacji zabarwienia oddanego moczu. Mocz zabarwiony na czerwono lub buraczkowo, według niektórych źródeł ma świadczyć o nieszczelności jelit i konieczności wdrożenia diety. 

Cząsteczka betaniny odpowiadającej za czerwono-różowe zabarwienie moczu

Zabarwienie moczu po spożyciu buraków jest powodowane przez betaninę zawartą w burakach ćwikłowych, która jest nieszkodliwa dla organizmu i po spożyciu zostaje całkowicie wydalona z moczem. Występowanie zabarwienia moczu jest zmienne w zależności od jednostki, czasu wykonanej próby i wykazuje także zmienność intensywności zabarwienia od niewidzialnego, do intensywnego koloru buraczkowego. Barwnik buraczany jest podatny na utlenianie w silnie kwaśnym środowisku, a więc zabarwienie moczu zależy od kwasowości żołądka, okresu ekspozycji na kwaśne warunki oraz obecności substancji ochronnych, takich jak kwas szczawiowy. Spożycie buraka ćwikłowego może także powodować zabarwienie kału na różowo lub czerwono.

## Postulowane wytłumaczenie zjawiska
Czerwone zabarwienie moczu jest wywołane obecnością niestrawionych barwinków takich jak betanina, które są wydalane z organizmu. Barwniki są wchłaniane w jelicie grubym. Belatainy są podatnymi na utlenianie wskaźnikami redox, które tracą barwę w kontakcie z kwasem chlorowodorowym, jonami żelaza i preparatami bakterii jelitowych. Jednakże rola flory bakteryjnej w rozkładzie betaniny nie została jeszcze dobrze poznana.
Zabarwienie moczu po spożyciu buraków ćwikłowych:
- może świadczyć o niedoborze żelaza,
- nie ma związku z upośledzeniem pracy nerek, ani wątroby,
- nie jest uwarunkowane genetycznie i nie istnieje pojedynczy wariant genu rozróżniający osoby wydalające i nie wydalające czerwieni buraczanej z moczem.

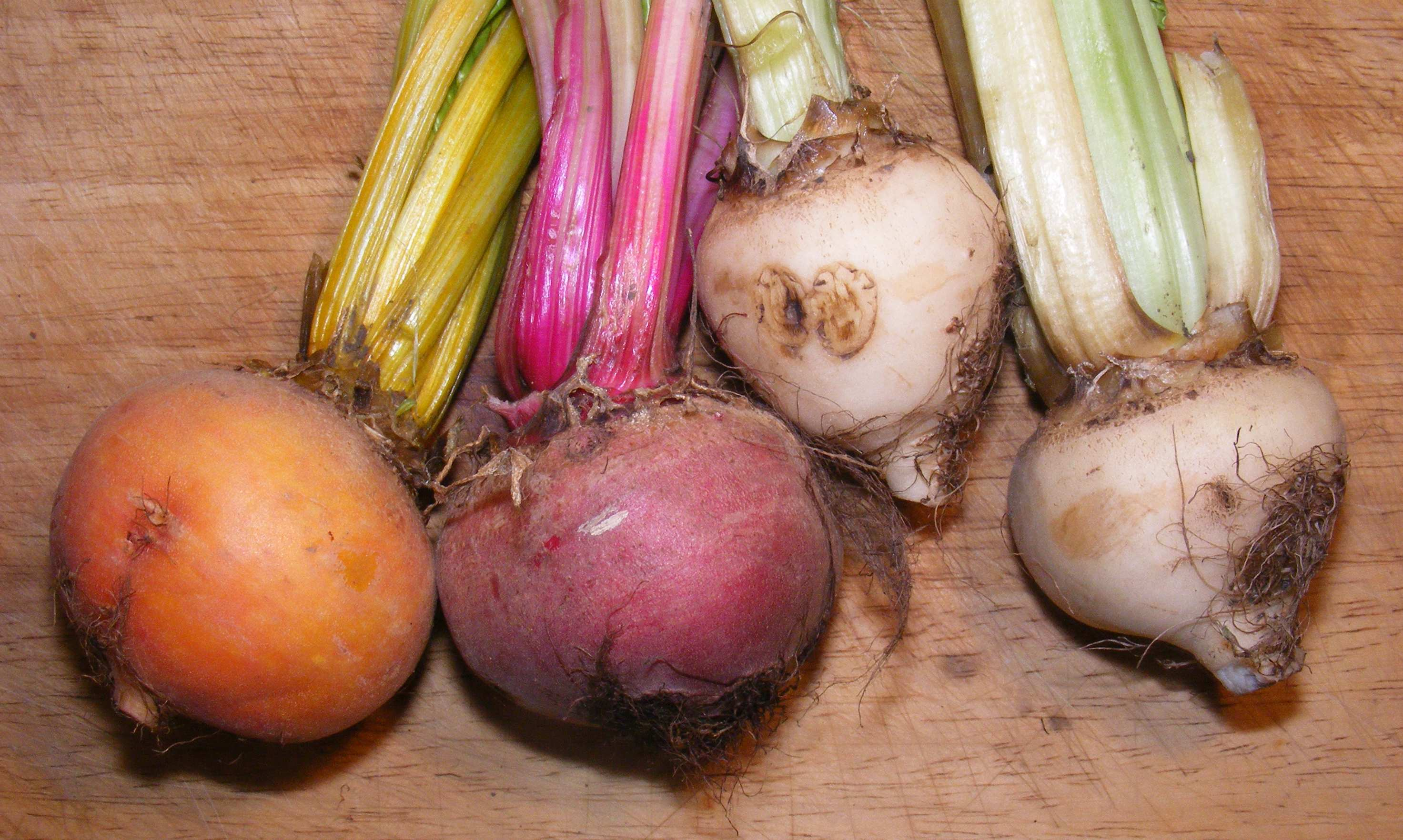
Różne odmiany buraka cechują się specyficznymi zawartościami czerwieni buraczanej.

Intensywność zabarwienia moczu po spożyciu buraka ćwikłowego zależy od:
- zawartości barwnika w posiłku, a więc:
  - odmiany skonsumowanego buraka ćwikłowego
  - dodatku skoncentrowanego ekstraktu z buraka ćwikłowego[6]
  - warunków przechowywania posiłku, takich jak temperatura, ekspozycja na światło słoneczne i powietrze, a także powtarzane cykle rozmrażania i zamrażania, które powodują degradację barwnika
  - objętości oddanego moczu, odpowiadającej za stężenie barwnika
- zakwaszenia żołądka i czasu ekspozycji na soki trawienne[6][7]
- obecności substancji takich jak kwas szczawiowy w posiłku oraz podczas przechodzenia przez układ pokarmowy
- obecności leków wpływających na kwasowość żołądka, takich jak inhibitory pompy protonowej[6]